# Baleine de Villerville
La baleine de Villerville est un cétacé échoué dans l'estuaire de la Seine le 21 octobre 1893 et qui, naturalisé a l'instigation de Simon-Max est devenu une attraction touristique connue comme la baleine-théâtre de Villerville.

## Histoire

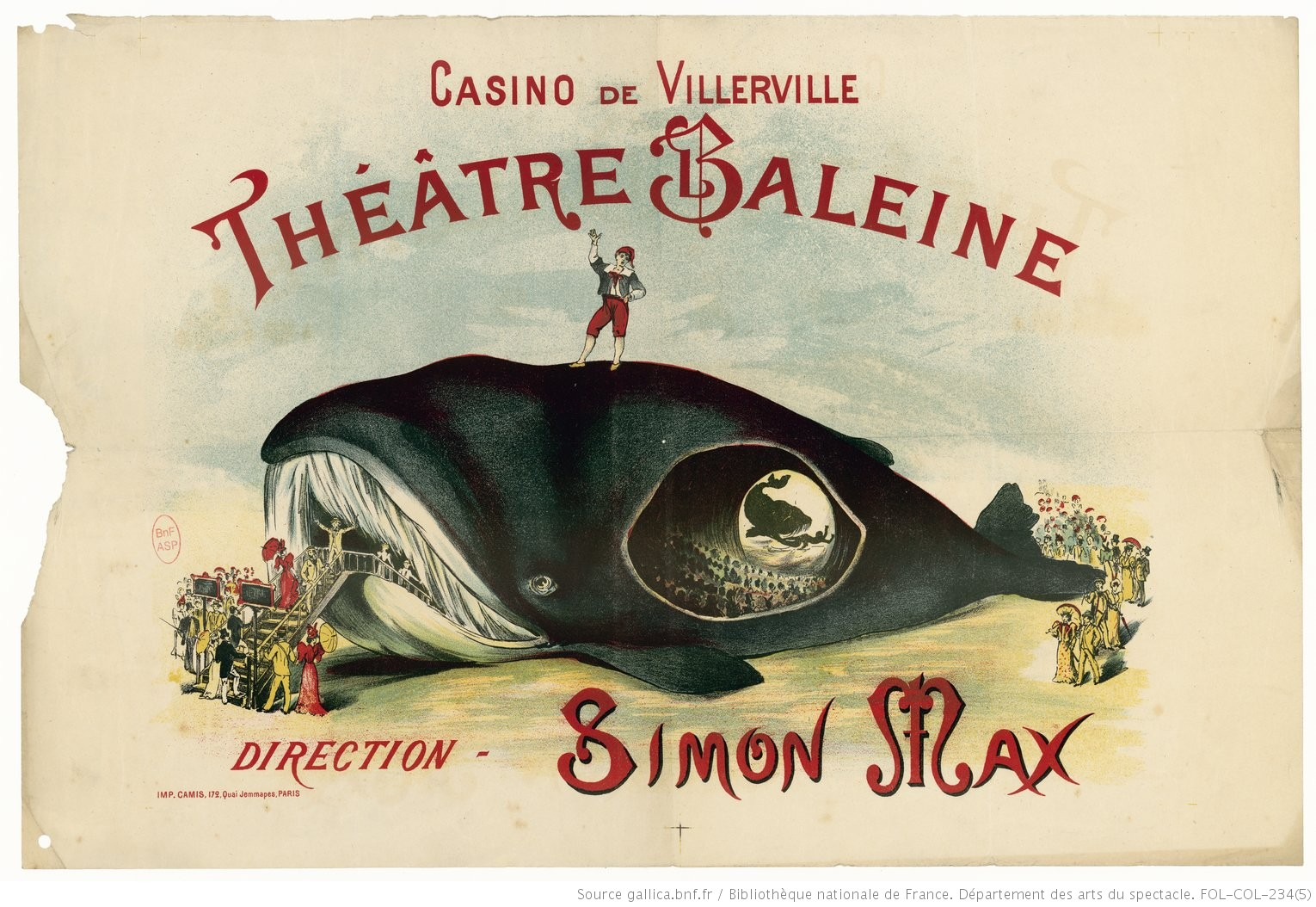
Affiche du théâtre de la Baleine.

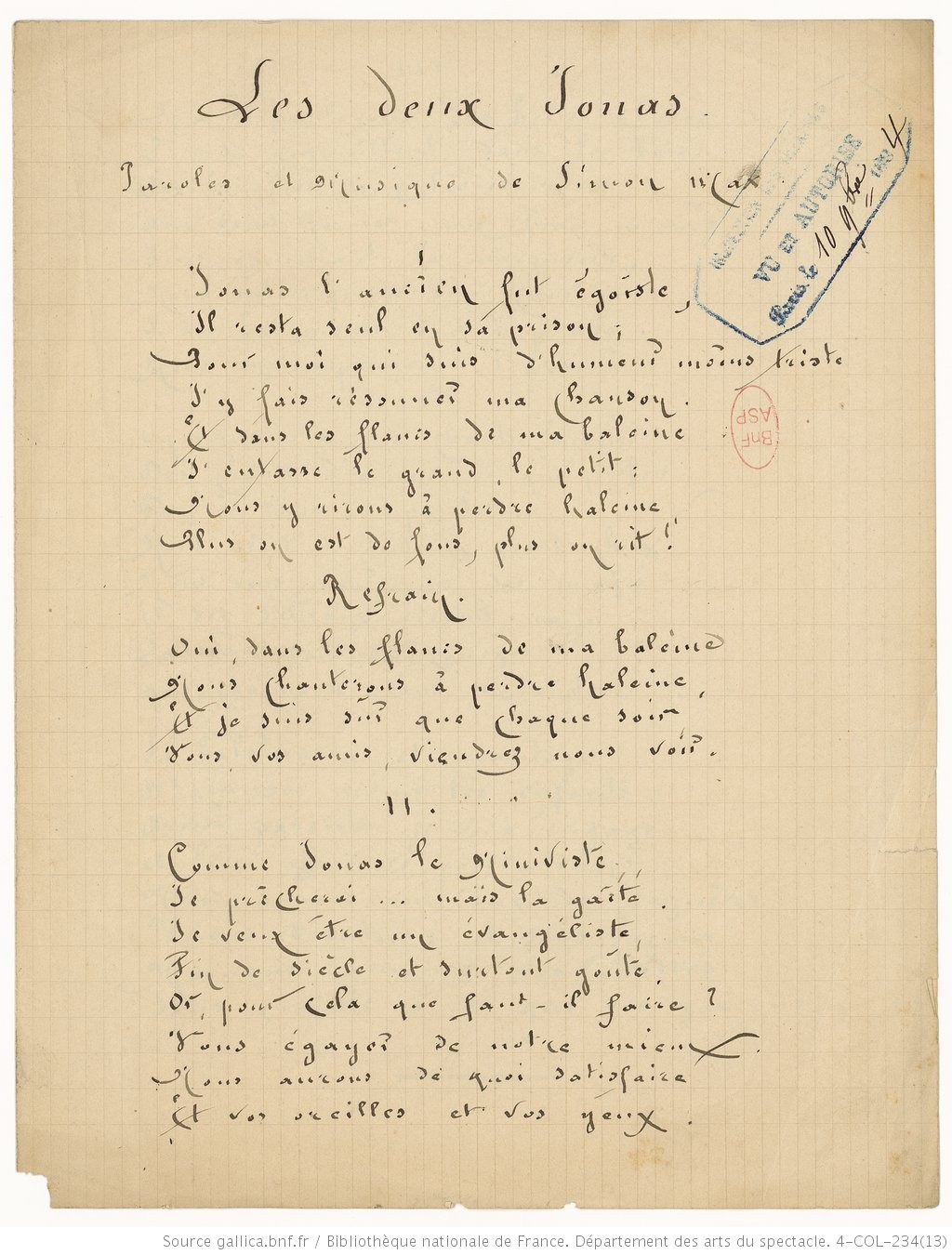
Texte de la chanson Les deux Jonas écrite par Simon-Max pour la baleine-théâtre.

Le 21 octobre 1893, un jeune cétacé mâle de 10,5 m de long décrit soit comme une baleine bleue ou un rorqual commun s'échoue sur une plage de Cricquebœuf dans le Calvados,. L'animal, probablement blessé, meurt au bout de quelques heures. 
Dans la commune voisine de Villerville, un établissement de bains de mer a été fondé en 1850. Les élus locaux tentent d'accroitre le rayonnement de la station balnéaire qui reste de taille modeste, dans l'ombre de sa voisine Trouville-sur-Mer. En 1893 c'est encore un bourg de pêcheurs qui compte moins d'un millier d'habitants. Après la destruction d'un premier casino en 1886, un nouveau casino de bois de 120 m2 est érigé en 1889 mais connait des débuts poussifs, les adjudicataires se succédant à la tête de l'établissement. L'arrivée de Simon-Max à la direction du casino, en avril 1893, lui donne une nouvelle impulsion.  
Ce dernier voit en l'échouage de la baleine une opportunité de promouvoir son établissement. Il achète la dépouille pour 400 francs et, après l'avoir fait dépecer et en avoir vendu ses parties marchandes, il fait naturaliser le restant par un taxidermiste de Paris. 
Un an plus tard, la baleine reconstituée est ramenée par train à Villerville. Le corps a été artificiellement rallongé, la baleine mesurant désormais 17 m. Elle est installée en face de son casino et peut accueillir de 80 à 100 personnes selon les sources. L'attraction ouvre le 1er juillet 1894, . Devant le succès du théâtre-baleine, l'attraction est rapidement déplacée sur la jetée-promenade de Trouville. Elle rejoint ensuite le Casino de Paris en novembre 1894. Elle a la double fonction de musée et de théâtre. On y trouve une collection de poissons naturalisés et de coquillages. Les spectateurs viennent y découvrir du théâtre d'ombres, des tableaux vivants de Cyprien Godebski, du cabaret et des spectacles de Guignol. Max-Simon compose pour l'attraction des chansons, Les deux Jonas ou encore Allons dans la baleine. Il les chante accompagné de Jane Evel, Marie Lebey ou Félix Galipaux. Il laisser libre cours à son imagination, expérimentant des chansons imagées désignées sous le terme de « poses plastiques » ou « cantomimes ».
La baleine de Villerville est détruite par un incendie qui touche le casino de Paris dans la nuit du 25 au 26 février 1895,.
L'association des Amis de la baleine de Villerville, fondée en 2013 dans le but de faire revivre le casino de la commune, a commémoré en juillet 2014 le 120e anniversaire du théâtre-baleine.

## Archives
Le département des Arts du spectacle de la Bibliothèque nationale de France conserve un fonds d'archives de Maxime-Fabert, directeur du Théâtre de la Comédie-Wagram et parent de Simon-Max. Certaines pièces de ce fonds donné entre 1976 et 1993 ont été numérisées sur Gallica.